# 넵스키 프로스펙트역
넵스키 프로스펙트 역(러시아어: Невский проспект)은 러시아 상트페테르부르크 시에 있는 상트페테르부르크 지하철 모스콥스코 페트로그라츠카야 선의 역이다. 1963년 7월 1일에 개통되었다. 시내에서 가장 큰 거리 중 하나인 넵스키 거리에서 따온 것이다.
넵스키 프로스펙트 역은 상트페테르부르크 지하철 전체에서 가장 혼잡한 역 중 하나이다.

## 구조
역사가 따로 없는 역으로, 출입구는 미하일롭스키 거리, 돔 스트리트, 넵스키 프로스펙트로 이어지는 지하 통로를 통해 연결된다.
넵스키 프로스펙트 역은 심도가 깊은 역이다(깊이 63m). 지하 대합실은 건축가 S.Mayofis와 엔지니어 B.D.Maximov의 프로젝트에 따라 지어졌다.
바닥에는 알루미늄 재질로 장식되어 있다. 항해를 연상케 하는 장식용 벽은 2006년에 비슷한 색깔의 인공 바위로 대체된 붉은색 막대가 있는 유리 타일로 만들어졌고, 중앙 대합실의 절반은 가브로와 래브라도리트로 장식된 것이 특징이다. 2007년 1월 홀의 아스팔트 부분은 화강암으로 대체되었다.

## 환승
넵스키 프로스펙트 역에서는 넵스코 바실레오스트롭스카야 선의 고스티니 드보르 역으로 환승이 가능하다.

## 문학
넵스키 프로스펙트 역은 후기 종말론적 소설 '피터'에 등장한다.

## 사진

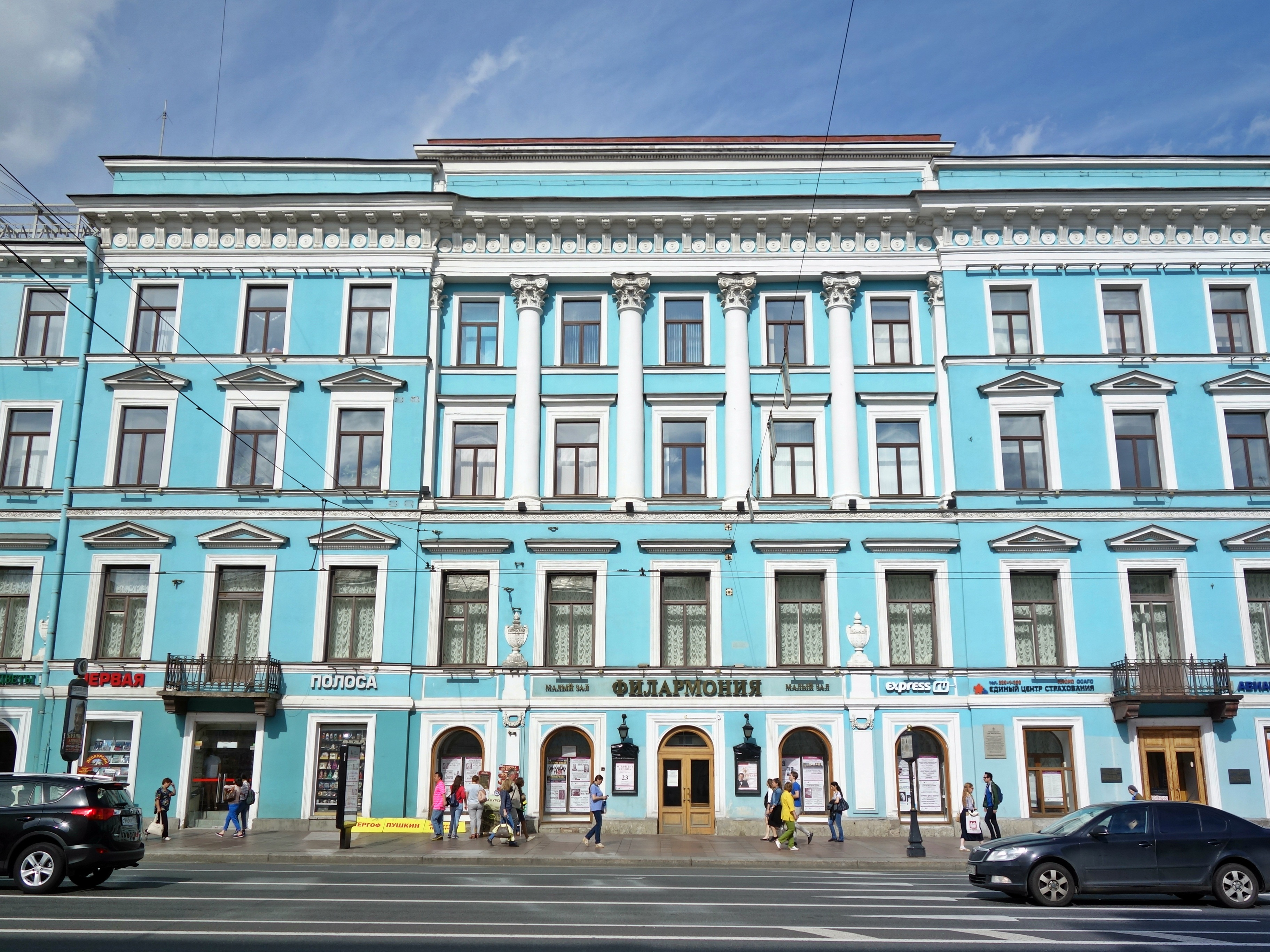
역사 건물 전경
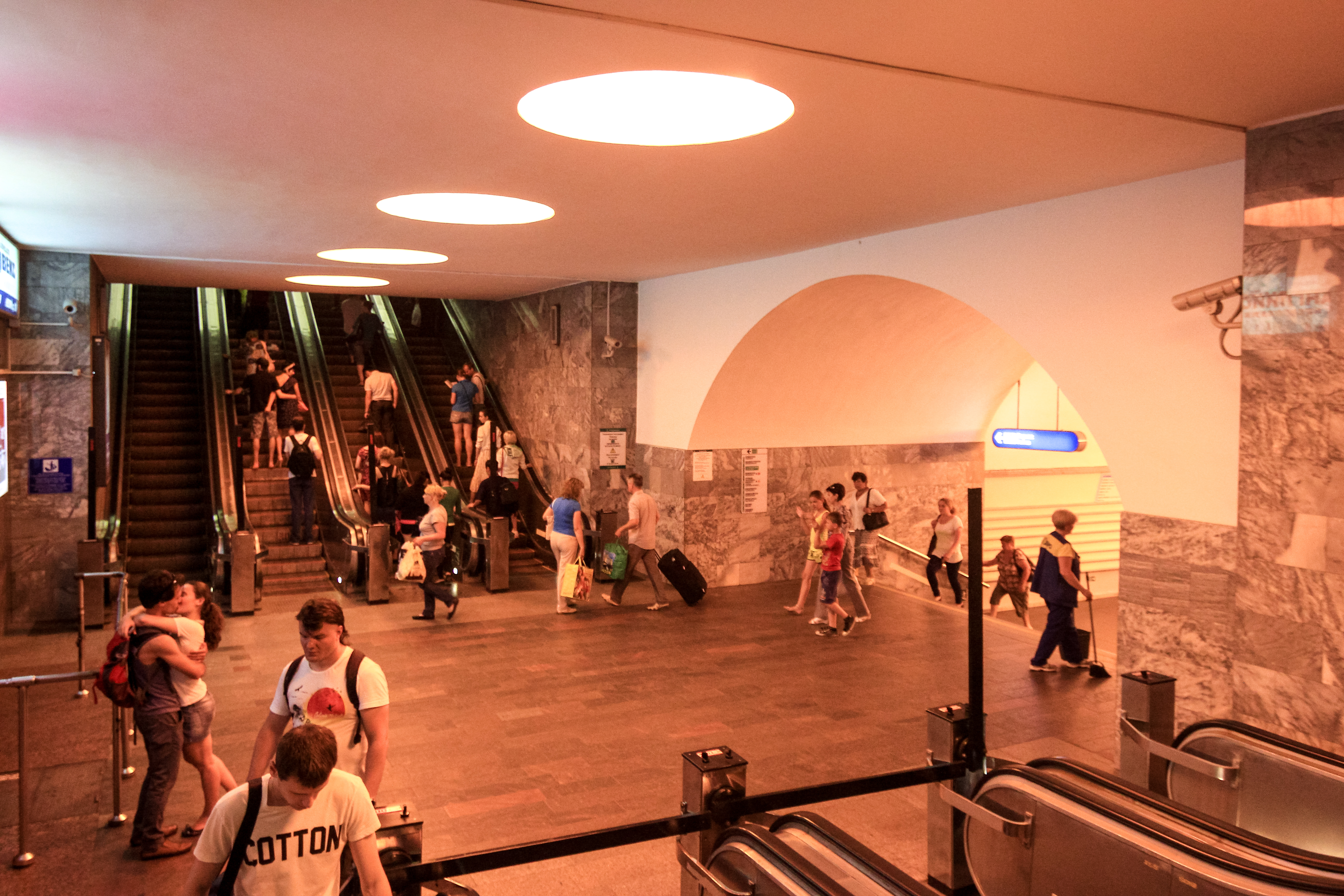
환승 통로
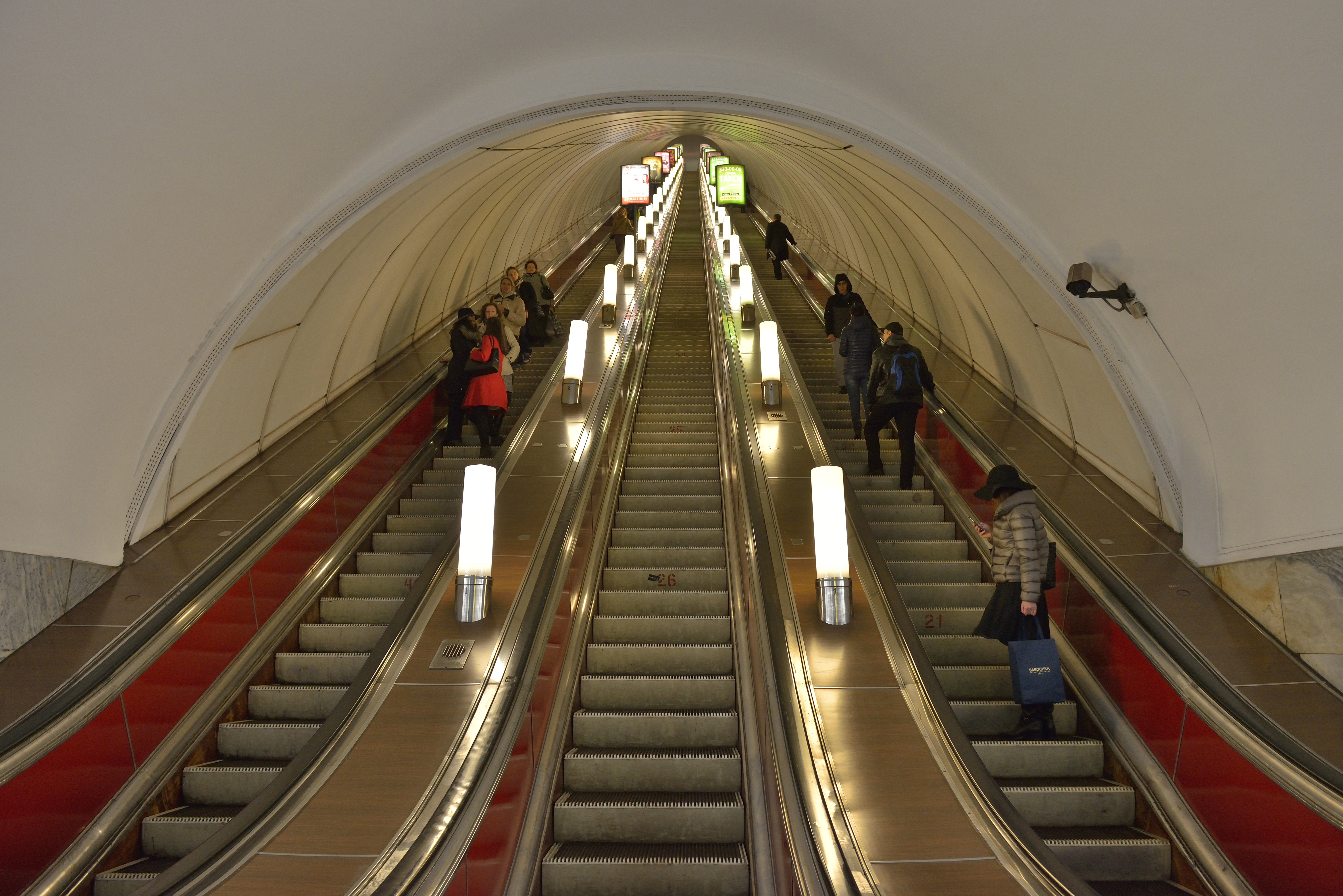
에스컬레이터